# 네덜란드 17주
네덜란드 17주(네덜란드어: Zeventien Provinciën)는 16세기 합스부르크령 네덜란드의 신성 로마 제국의 국가들에게 적용되는 용어이다. 저지대 국가들인 현재의 네덜란드, 룩셈부르크, 벨기에와, 아르투아, 프랑스 플랑드르, 프랑스 에노를 포함한 오늘날 프랑스의 노르파드칼레 데파르망을 합친 것과 유사하다. 또한 이 지역의 영지들은 준독립 상태였고, 주로 리에주, 캉브레, 스타벨로-말메디 같은 교권 국가들이였다.
네덜란드 17주는 발루아부르고뉴 가문이 보유했던 영지들인 부르고뉴령 네덜란드에서 생겨났고, 1482년에 합스부르크 가문이 상속하여 1556년부터는 합스부르크 네덜란드가 보유했다. 1512년 이래로 네덜란드 17주는 부르군트 관구의 대부분을 형성했다. 1581년 7개 주 연합은 네덜란드 공화국을 세웠다.

## 구성
신성 로마 제국 황제 카를 5세는 1543년 펜로 조약으로 율리히-클레베-베르크 공작 빌헬름에게서 헬러 공작령을 재획득했고, 네덜란드 17주는 다음과 같이 구성됐다:
1. 아르투아 백작령

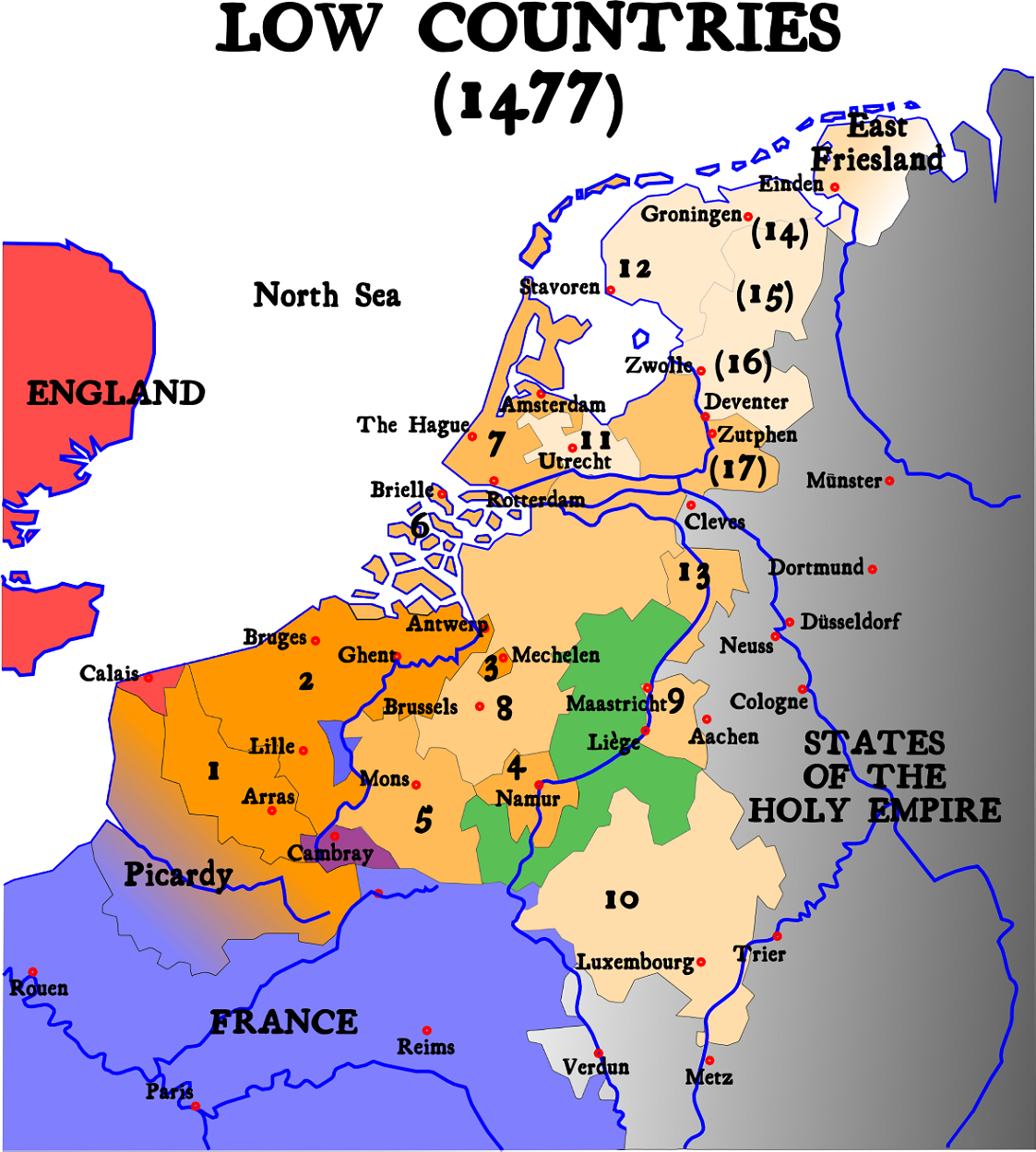
1477년 저지대의 지도

2. 플랑드르 백작령 - 릴, 두에, 오르시 성백령과 투르네, 투르네지 영주령 포함
3. 메헬렌 영주령
4. 나뮈르 백작령
5. 에노 백작령
6. 제일란트 백작령
7. 홀란트 백작령
8. 브라반트 공작령 - 브레다 영주령, 엔트워프 변경백령, 뢰번, 브뤼셀 백작령, 니벨, 장블루 수도원령 포함
9. 림뷔르흐 공작령과 브라반트의 "오버르마스" 지역 (달렁, 팔켄뷔르흐, 헤어초겐라트)
10. 룩셈부르크 공작령
11. 위트레흐트 주교후령 (이후 영주령이 됐다)
12. 프리슬란트 영주령
13. 헬러 공작령
14. 흐로닝언 영주령 (오멜란던 포함)
15. 링겐, 베더, 베스테르볼더, 드렌터 영주령
16. 오버레이설 영주령
17. 쥣펀 백작령

그러나 항상 네덜란드 17주에 속한 같은 대표단들이 네덜란드 삼부회에 참석하는 것은 아니였다. 가끔은 다른 대표단이 포함되기도 했었다.
1549년 국본 조칙으로 네덜란드 17주가 장차 미래에도 잔류하고 같은 군주에게 상속됨이 확정되었다. 그리하여 카를 5세는 Heer der Nederlanden ("네덜란드의 군주") 칭호가 붙었다. 그와 그의 아들도 이 칭호를 사용했다.
1555년 카를 5세의 퇴위로, 그의 영지는 아들 스페인의 국왕 펠리페 2세와 동생 페르디난트 1세 둘 사이로 나뉘었다.
시간이 흘러서 줫펀 백작령은 헬러 공작령의 일부가 되었고, 림부르흐 공작령도 브라반트 공작령에 속하게 되었다. 드렌터 영주령은 때로는 오버레이설 영주령의 일부로 간주되기도 했다. 다른 한편으로는 프랑스어로 소통하는 플랑드르의 도시들은 가끔 독립된 행정 구역으로서 구분되기도 했었다.
그리하여 줫펀과 드렌터의 자리는 다음으로 대체되었다
- 릴, 두에, 오르시 성백령 (왈롱 플랑드르라고도 불림)
- 투르네, 투르네지 영주령

저지대에 존재했던 봉토는 네덜란드 17주에 속하지 않았는데, 이들은 부르군트 관구에 속하지 않고 라인 강 하류-베스트팔렌 관구에 속했기 때문이였다. 이러한 봉토 중에 가장 큰 것은 호르너 백작령을 포함한 옆쪽의 지도에서 초록색으로 나타난 리에주 주교후령이였다. 민족적, 문화적으로도 네덜란드계의 공작령인 클레베와 율리히도 부르군트 관구에 들어가지 않았다. 북쪽으로는 프랑스 혁명 때까지 그들의 영주를 유지했던 아멜란트 섬 같은 소규모의 작은 독립 국가들도 존재했다.

## 역사
네덜란드 17주는 부르고뉴령 네덜란드에서 기원했다. 부르고뉴 공작들은 체계적으로 다른 지역들의 영주가 되었다. 부르고뉴 여공작 마리는 마지막 발루아부르고뉴 가문 공작이였다.
마리는 1477년 신성 로마 제국의 황제 막시밀리안 1세와 혼인하였고, 이 지역은 1482년 그녀가 사망하면서, 용담공 샤를의 죽음으로 살리카 법에 따라 프랑스로 흡수된 프랑스의 부르고뉴 영토를 제외한 모든 영토를 합스부르크 가문이 획득했다. 막시밀리안과 마리의 손자 신성 로마 제국의 황제이자 스페인의 국왕 카를 5세는 마침내 1543년 헬러 공작령을 마지막으로 네덜란드 17주를 그의 통치하에 두었다.
17주의 대부분은 신성 로마 제국의 영지였다. 플랑드르 백작령과 아르투아 백작령 이 두 지역은 본래는 프랑스의 영지였으나 1529년 캉브레 조약으로 통치권이 신성 로마 제국에게 넘겨졌다. 네덜란드 17주는 스페인의 국왕인 그의 아들에게 속했다.
펠리페 2세와 네덜란드 봉신들 사이의 분쟁은 1568년 시작된 80년 전쟁으로 이어졌다. 북부의 7개 주는 7개 주 연합이라 불리는 공화국으로서 독립을 얻었다. 그들은 다음과 같다:
1. 흐로닝언, 오멜란던 영주령
2. 프리슬란트 영주령
3. 오버레이설 영주령
4. 헬러 공작령 (오퍼르헬러와 줫펀 백작령은 제외)
5. 위트레흐트 주교후령 (이후 위트레흐트 영주령)
6. 홀란트 백작령
7. 제일란트 백작령

플랑드르, 브라반트, 나뮈르, 에노, 룩셈부르크등 남부의 주들은 파르마 공작 알레산드로 파르네세의 특히 앤트워프 함락 등에서 군사적, 외교적 재능으로 인하여 스페인의 통치하에 남았다. 이런 이유로 이 지역들은 스페인령 네덜란드 또는 네덜란드 남부로 알려지게 되었다.
북부의 7개 주 연합은 1648년에 끝난 80년 전쟁 기간에 플랑드르, 브라반트, 림부르흐를 유지했다 (공유지로서).
플랑드르와 에노 (프랑스 플랑드르, 프랑스 에노)의 일부, 아르투아는 17, 18세기에 프랑스에 양도되었다.

## 경제
16세기 중반 앤트워프 변경백령 (브라반트 공작령)이 인접한 메헬렌 영주령에서 브뤼셀로 네덜란드의 수도를 바꾸면서 경제, 정치, 문화적 중심지가 되었다.
브뤼주 (플랑드르 백작령)는 이미 북유럽의 경제적 우위권을 상실했고, 홀란트는 15, 16세기에 점차 중요성이 커져갔다.
하지만 북부 지역들의 반란 (1568년), 앤트워프 약탈 (1576년), 앤트워프 함락 (1584년-1585년), 이후, 스헬더강으로 향하는 항해 금지의 결과로, 남부 지역의 많은 사람들이 신설 공화국이 있는 북쪽으로 이주했다. 번영의 중심지는 브뤼주, 앤트워프, 헨트, 브뤼셀 등의 남부 도시에서 암스테르담, 헤이그, 로테르담을 포함한 주로 홀란트 지역의 북부 도시들로 옮겨지게 되었다.

## 네덜란드

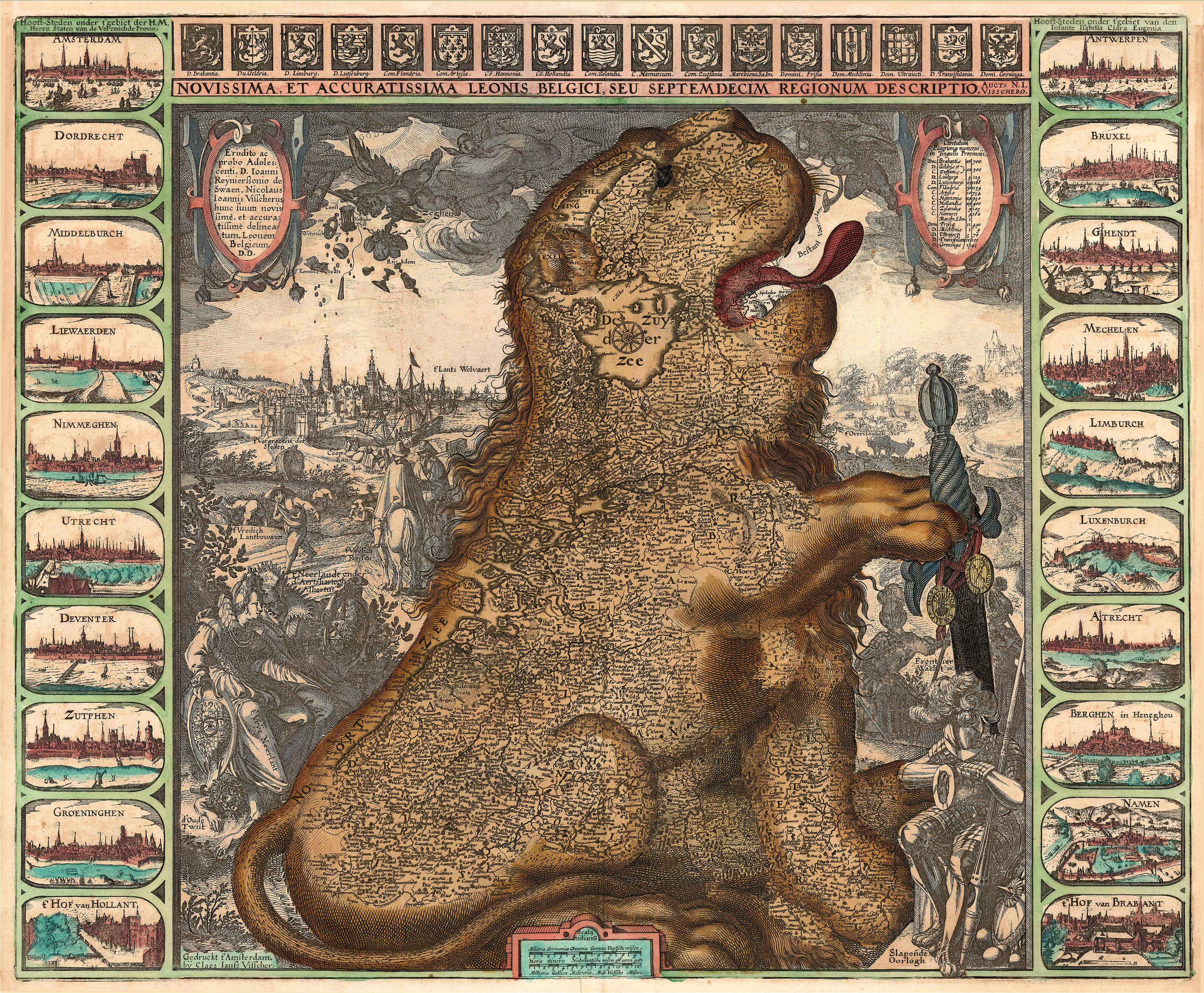
벨기에 사자 지도

오래되고 규모가 컸던 저지대의 네덜란드와 현재의 네덜란드를 구분하기 위해, 네덜란드어 화자들은 일반적으로 후자에 대한 복수형을 사용하지 않는다. 그들은 현재의 네덜란드는 단수형으로 말하고 카를 5세의 전체 지배 지역에 대해서는 복수형 de Nederlanden를 사용한다.
다른 언어들에서 이 방법은 적용되지 않으며, 훨씬 큰 규모의 지역에 대해서는 영어로는 가끔식 Low Countries로 알려져 있다.
사실 Netherlands 라는 용어는 이와 같이 다른 역사적 의미를 가지고 있기 때문에 때로는 그 용어를 올바르게 표현하는데 어려움을 겪을 수 있다. 그 예로 16세기의 작곡가들은 자주 네덜란드 악파 (Nederlandse School)에 속해있다고 말해진다. 그 당시에 그들이 그 용어에 반대하지 않았을지라도, 오늘날 그것은 현재의 네덜란드 출신이라는 잘못된 인상을 만들 수 있다. 사실 그들은 대부분 현재의 벨기에 출신들이다.

## 플랑드르
플랑드르 (Flanders)라는 단어에도 같은 혼동의 문제가 있다. 역사적으로 플랑드르는 오늘날의 베스트플란데런주와 오스트플란데런주를 합친 것과 거의 유사한 플랑드르 백작령에게 적용되는 것이였다. 그러나 벨기에의 네덜란드어 화자들은 19세기에 더 많은 권리를 추구하며, 플랑드르라는 용어를 재사용했고, 결국 오늘날에는 플랑드르 백작령의 극히 일부에 지나지 않았던 벨기에 지역의 네덜란드어 화자들로 인식하게 되었다. (플랑드르 운동)
그래서 플랑드르 백작령과 오늘날의 플랑드르 지역의 영토는 완전하게 일치하지 않는다:
- 프랑스 플랑드르는 플랑드르 백작령에 속하지만, 현재는 프랑스의 일부이다.
- 제일란트플랑드르는 플랑드르 백작령에 속하지만, 현재는 네덜란드의 일부이다.
- 투르네, 투르네지는 일부 시기에서는 플랑드르 백작령의 일부로 여겨지지만, 현재는 왈롱의 일부이다.
- 현재 벨기에의 플람스브라반트 주는 현재의 플랑드르에 속하지만, 브라반트 공작령의 일부였다.
- 현재 벨기에의 안트베르펜 주는 현재의 플랑드르에 속하지만, 브라반트 공작령의 일부였다.
- 현재 벨기에의 림뷔르흐 주는 현재의 플랑드르에 속하지만, 리에주 주교후령의 일부였다.

이는 오스트플란데런주가 왜 현재의 플랑드르 지역의 동쪽에 위치하지 않는지를 설명하는 사례이다.

## 문장

네덜란드 17주

I. 아르투아 백작령
II. 브라반트 공작령
III. 투르네 주교령
IV. 플랑드르 백작령
V. 프리슬란트 영주령
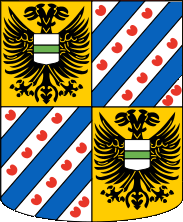
VI. 오멜란던, 흐로닝언 영주령
VII. 헬러 공작령
VIII. 에노 백작령
IX. 홀란트 백작령
X. 림뷔르흐 공작령
XI. 룩셈부르크 공작령
XII. 메헬렌 영주령
XIII. 나뮈르 백작령
XIV. 오버레이설 영주령
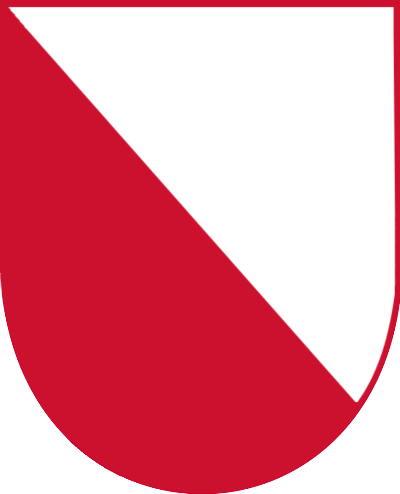
XV. 위트레흐트 주교후령 (이후 영주령)
XVI. 제일란트 백작령
XVII. 줫펀 백작령

## 같이 보기
- 합스부르크령 네덜란드 총독
- 부르고뉴령 네덜란드
- 대네덜란드
- 프랑스 플라망어
- 베네룩스